# Дике, Дэрил
Дэрил Дике (англ. Daryl Dike; 3 июня 2000, Эдмонд, Оклахома, США) — американский футболист, центральный нападающий клуба «Вест Бромвич Альбион» и сборной США.

## Биография

### Ранние годы и начало карьеры
Дэрил родился в семье иммигрантов из Нигерии. Его старший брат, Брайт, старшая сестра, Кортни, и кузен, Эммануэль Эменике, также играли в футбол и на международном уровне представляли Нигерию.
Дике обучался в Старшей школе Эдмонд Норт и, играя за её футбольную команду, в 2018 году был назван лучшим игроком Оклахомы среди школьников.
В 2018 году Дике поступил в Виргинский университет и начал играть за университетскую футбольную команду в Национальной ассоциации студенческого спорта. В сезоне 2019 года, оформив дубль в полуфинале против «Уэйк-Форест Димон Диконс», помог «Верджиния Кавальерс» выйти в финал Кубка колледжей. В финале национального чемпионата против «Джорджтаун Хойас» забил гол, сравнявший счёт и переведший игру в овертайм, но «Верджиния Кавальерс» проиграли в серии послематчевых пенальти. Несмотря на проигрыш своей команды Дике был признан лучшим игроком атакующего плана Кубка колледжей.
В 2018 году также выступал за клуб «ОКС Энерджи U23» в Премьер-лиге развития.

### Клубная карьера
Оставив университет после второго года обучения, 7 января 2020 года Дике подписал контракт с MLS по программе Generation adidas.
9 января на Супердрафте MLS 2020 Дике был выбран в первом раунде под общим пятым номером клубом «Орландо Сити». Его профессиональный дебют состоялся 25 июля в матче 1/8 финала Турнира MLS is Back против «Монреаль Импакт», в котором он вышел на замену на 75-й минуте вместо Тешо Акинделе. 22 августа в матче против «Интер Майами», по возобновлении регулярного чемпионата, забил свой первый гол в профессиональной карьере. 26 августа в матче против «Нэшвилла» оформил дубль. Всего, в пяти матчах августа Дике забил три гола и отдал две результативные передачи, за что был назван игроком месяца в MLS. По итогам сезона 2020 Дике номинировался на звание молодого игрока года в MLS, попав в финальную тройку претендентов.
1 февраля 2021 года Дике отправился в аренду в клуб английского Чемпионшипа «Барнсли» до конца сезона 2020/21 с опцией выкупа. По сведениям источника в MLS стоимость выкупа — $20 млн и 20 % от суммы следующей продажи. За «красных» он дебютировал 11 февраля в матче Кубка Англии 2020/21 против лондонского «Челси», заменив во втором тайме Виктора Адебойежо. В лиге дебютировал 14 февраля в матче против «Брентфорда». Свой первый гол за «Барнсли» забил 24 февраля в матче против «Сток Сити». В марте забил четыре мяча, за что был назван болельщиками «Барнсли» игроком месяца. В апреля также забил четыре мяча, и во второй раз был признан игроком месяца в клубе. «Барнсли», после того как финишировал в сезоне на шестом месте, продлил аренду Дике на плей-офф Чемпионшипа. Не сумев добиться повышения в классе, клуб не стал выкупать игрока.
Во втором матче после возвращения в «Орландо Сити», против «Сан-Хосе Эртквейкс» 23 июня 2021 года, Дике оформил дубль.
1 января 2022 года Дике перешёл в клуб английского Чемпионшипа «Вест Бромвич Альбион», подписав 4,5-летний контракт. По сведениям источника в MLS трансфер обошёлся в немногим менее $9,5 млн, а также предусматривал поощрения за результативность и 20 % от суммы потенциальной продажи. За «Альбион» он дебютировал 15 января в матче против «Куинз Парк Рейнджерс», заменив во втором тайме Мэтта Филлипса. 22 января в матче против «Питерборо Юнайтед» получил мышечную травму, вследствие чего выбыл из строя на восемь недель, вернувшись к полноценным тренировкам 10 марта.

### Международная карьера
30 ноября 2020 года Дике был впервые вызван в сборную США, на товарищеский матч со сборной Сальвадора. Но в матче, состоявшемся 9 декабря, не смог сыграть из-за небольшой травмы. За звёздно-полосатую дружину Дике дебютировал 31 января 2021 года в товарищеском матче со сборной Тринидада и Тобаго, в котором вышел на замену на 65-й минуте вместо Хесуса Феррейры. Свой первый гол за сборную забил 9 июня 2021 года в товарищеском матче со сборной Коста-Рики (4:0), отличившись на 42-й минуте.
Был включён в состав сборной на Золотой кубок КОНКАКАФ 2021. 15 июля в матче второго тура группового этапа турнира против сборной Мартиники оформил дубль.

## Достижения
Командные
 сборная США
- Обладатель Золотого кубка КОНКАКАФ: 2021

Индивидуальные
- Игрок месяца в MLS: август 2020

## Статистика
| Выступление          | Выступление      | Выступление      | Лига | Лига | Плей-офф | Плей-офф | Кубок | Кубок | ЛЧ КОНКАКАФ | ЛЧ КОНКАКАФ | Итого | Итого |
| Клуб                 | Лига             | Сезон            | Игры | Голы | Игры     | Голы     | Игры  | Голы  | Игры        | Голы        | Игры  | Голы  |
| -------------------- | ---------------- | ---------------- | ---- | ---- | -------- | -------- | ----- | ----- | ----------- | ----------- | ----- | ----- |
| Орландо Сити         | MLS              | 2020             | 17   | 8    | 5        | 0        | —     | —     | —           | —           | 22    | 8     |
| Орландо Сити         | MLS              | 2021             | 18   | 10   | 1        | 1        | —     | —     | —           | —           | 19    | 11    |
| Орландо Сити         | Итого            | Итого            | 35   | 18   | 6        | 1        | —     | —     | —           | —           | 41    | 19    |
| Барнсли (аренда)     | Чемпионшип       | 2020/21          | 19   | 9    | 2        | 0        | 1     | 0     | —           | —           | 22    | 9     |
| Барнсли (аренда)     | Итого            | Итого            | 19   | 9    | 2        | 0        | 1     | 0     | —           | —           | 22    | 9     |
| Вест Бромвич Альбион | Чемпионшип       | 2021/22          | 2    | 0    | —        | —        | 0     | 0     | —           | —           | 2     | 0     |
| Вест Бромвич Альбион | Итого            | Итого            | 2    | 0    | —        | —        | 0     | 0     | —           | —           | 2     | 0     |
| Всего за карьеру     | Всего за карьеру | Всего за карьеру | 56   | 27   | 8        | 1        | 1     | 0     | —           | —           | 65    | 28    |